# خشم جاده‌ای

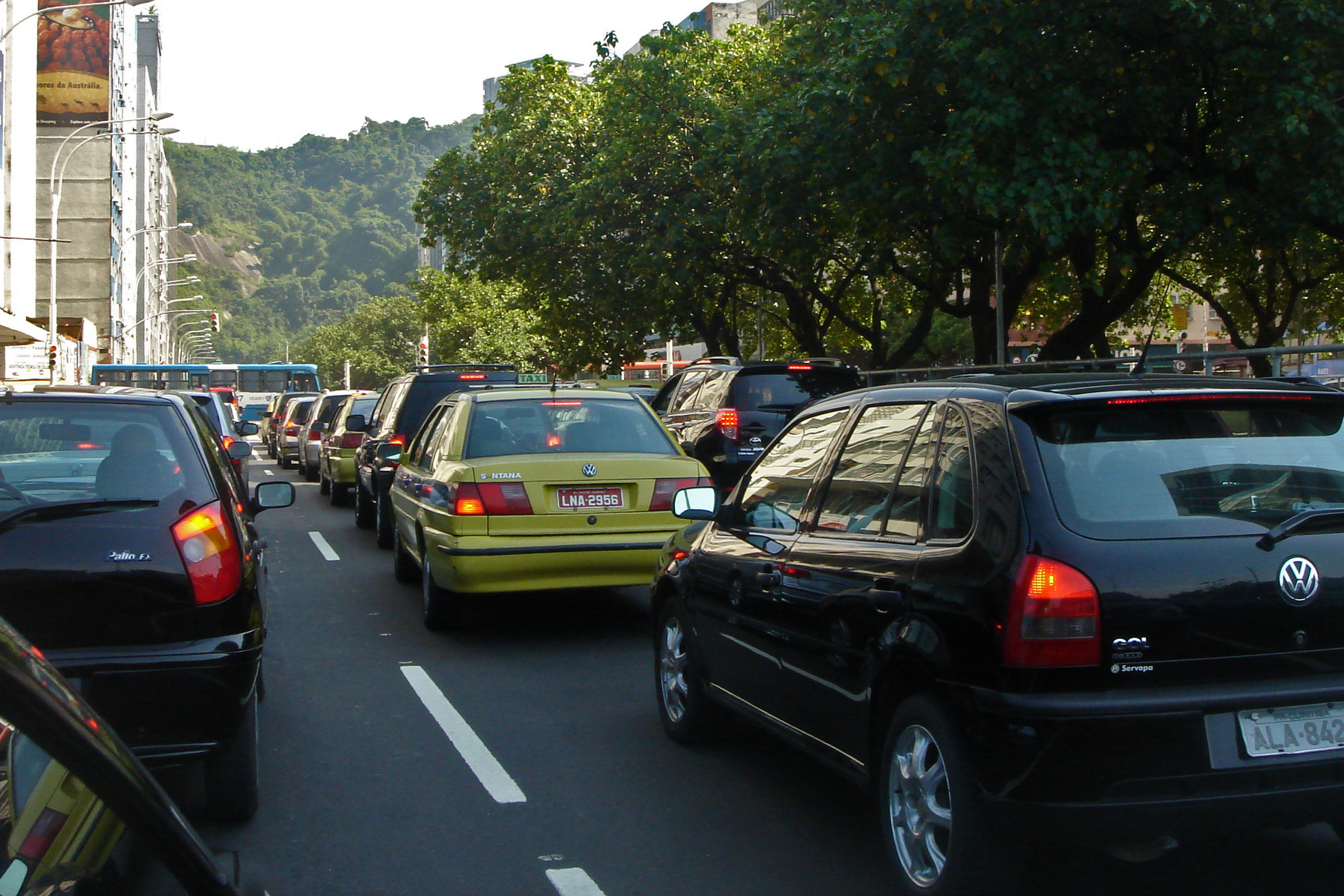
گیرکردن در ترافیک می‌تواند از دلایل وقوع خشم جاده‌ای باشد.

خشم جاده‌ای اشاره به رفتار پرخاشگرانه یا همراه با عصبانیت راننده یک خودرو یا سایر وسائل حمل و نقل جاده‌ای است. چنین رفتاری می‌تواند شامل حرکات بی ادبانه، توهین‌های کلامی، رانندگی به شیوه ای ناامن یا تهدیدآمیز باشد. خشم جاده‌ای می‌تواند منجر به مجادلات، ضرب و جرح و برخورد و حتی منجر به مرگ شود. از نظر برخی از روانشناسان خشم جاده‌ای نوعی اختلال روانی محسوب می‌شود.